# Gäddevattnet (Hjärtums socken, Bohuslän)
Gäddevattnet är en sjö i Lilla Edets kommun i Bohuslän och ingår i Göta älvs huvudavrinningsområde. Sjön har en area på 0,0885 kvadratkilometer och ligger 114,2 meter över havet.

## Delavrinningsområde
Gäddevattnet ingår i det delavrinningsområde (645366-127931) som SMHI kallar för Mynnar i Göta älvs vattendragsyta. Medelhöjden är 107 meter över havet och ytan är 27,81 kvadratkilometer. Det finns inga avrinningsområden uppströms utan avrinningsområdet är högsta punkten. Brattorpsån som avvattnar avrinningsområdet har biflödesordning 2, vilket innebär att vattnet flödar genom totalt 2 vattendrag innan det når havet efter 61 kilometer. Avrinningsområdet består mestadels av skog (67 %), öppen mark (15 %) och jordbruk (11 %). Avrinningsområdet har 0,57 kvadratkilometer vattenytor vilket ger det en sjöprocent på 2 %.